# ヤウンデ列車爆発事故
ヤウンデ列車爆発事故（英: Yaoundé train explosion）とは、カメルーンの首都・ヤウンデを通って燃料油を輸送する2本の石油輸送列車が脱線・衝突した直後に発生した爆発事故である。1998年2月14日に発生したこの事故で最低でも200人が死亡した。

## 事故の経過
事故にあった列車はナイジェリアとの国境に沿って伸びるカメルーンの油田から、それらを the Myvole plant で加工処理するか輸出のために直接海岸に輸送していた首都ヤウンデへ向かう定期産業輸送列車 (regular industrial transportation service) であった。列車が午前中の半ばにヤウンデの郊外へ進入した時、南行きの別の貨物列車と衝突し脱線した。石油輸送車両が破壊され、燃料油が漏れ始めた。
当時わずかだが副収入を得るために石油を販売することができたため、多くの現地民や通りかかったタクシーの運転手が足を止め、容器で燃料油を集めようとしたときに事故が発生した。見たところでは、燃料油を集めていた人々のうちの1人が喫煙しており、その人がタバコを落としたところフラッシュ・ファイアが発生しすぐに破損していた石油輸送車両に引火し大規模な火の玉が発生、傍観者や燃料を集めている人々を飲み込んだ。
火災が発生した直後に救助隊が事故現場に到着したが、食い止めることはできるが消火できないほど火勢が強く、長い間救助に向かええなかった。火災は少なくとも1日以上鎮火せず、すぐそばのヌシアムにある中央の石油倉庫 (central petroleum depot) に延焼する恐れがあったがこれは回避できた。4日後、まっすぐ立ち昇る黒煙が事故現場を覆った。
当局は正確な犠牲者数を発表できなかったが、確認された最終的な死者数は200人を超えた。少なくとも150人が事故の後やけどを負ったため入院した。カメルーン南部への鉄道の運行は中断され、この2年前にナイジェリア兵がこの地域を支配して一連の国境紛争を繰り返した事件に続いて、カメルーンの石油産業にさらなる打撃を与えることになった。
元植民地支配国のフランスは事故後、数人の有名なやけどの専門医や財政的・技術的援助を含む様々な種類の援助をカメルーンに送った。事故原因は不明だが、カメルーンでの構造汚職による鉄道システムにおける貧弱な設備や整備と関係があった可能性がある。カメルーンはトランスペアレンシー・インターナショナルによって「1998年の最も腐敗した国家」 ("most corrupt nation 1998") というレッテルを貼られた。